# Sådan gør Wu Djing!
|  | Denne artikel er oprettet af botten Steenthbot ud fra en ekstern database. Den kan derfor have sproglige fejl eller mangler. Denne skabelon kan fjernes efter kontrol af indholdet. |

Sådan gør Wu Djing! er en dansk dokumentarfilm fra 1987 instrueret af Ulla Raben.

## Handling
Den første af to film om Wu Djing der bor i Kina. Hun kan godt lide at gøre tingene rigtigt, og hun kan godt lide, at alt er som det plejer at være. Men en dag sker der noget på vej til skole. Filmen er optaget i Chao Tang i Kina, og med de lokale beboere som medvirkende. Til sidst kommer der en lille film om kinesiske børn, der ser på pandabjørne i deres zoologiske have.